# Octobre 2009 en France
Chronologie de la France
- 2005
- 2006
- 2007
- 2008
- 2009
- 2010
- 2011
- 2012
- 2013

Janvier - Février - Mars - Avril - Mai - Juin - Juillet - Août - Septembre - Octobre - Novembre - Décembre 2009
2007 - 2008 - 2009 dans les DOM-TOM français - 2010 - 2011
2007 par pays en Europe - 2008 par pays en Europe - 2009 par pays en Europe - 2010 par pays en Europe - 2011 par pays en Europe 

## Chronologie

### Jeudi1eroctobre 2009
Politique
- La ministre de la Justice Michèle Alliot-Marie annonce sa volonté de renforcer les mesures en matière de castration chimique des condamnés « pendant l'incarcération, mais aussi après ». Un projet de loi « visant à amoindrir le risque de récidive criminelle » sera déposé « avant fin octobre »[1].
- Le Front national lance une pétition pour réclamer la démission du ministre de la Culture Frédéric Mitterrand, après le soutien de ce dernier au cinéaste Roman Polanski[2] et en raison de ses écrits sur le tourisme sexuel dans son autobiographie La Mauvaise Vie[3],[4],[5].

Affaires diverses
- Essonne : Le meurtrier présumé de Milly-la-Forêt pourrait être impliqué dans d'autres affaires à Olivet et à Échilleuses (Loiret)[6].

Sport
- La Fédération française de football (FFF) et la société Sportfive sont condamnées à une amende respective de 0,9 et 6 millions d'euros par l'Autorité de la concurrence « pour s'être entendues afin d'éliminer toute concurrence dans la commercialisation des droits marketing  de l'équipe de France et de la Coupe de France » entre 1985 et 2002[7].

### Vendredi2 octobre 2009
Affaires diverses
- L'Office central de lutte contre la criminalité liée aux technologies de l'information et de la communication (OCLCTIC) annonce le démantèlement de deux réseaux internationaux d'escroquerie bancaire sur internet orchestrée depuis la Russie et l'Ukraine. Plus de 70 personnes ont été mises en examen à la suite d'opérations d'hameçonnage[8].
- Affaire Ben Barka : Le parquet de Paris a demandé la suspension de la diffusion des quatre mandats d'arrêt visant des Marocains dans l'enquête sur la disparition de l'opposant marocain Mehdi Ben Barka en 1965 à Paris[9].
- Hérault : Plus d'un millier d'hectares de taillis et de garrigues ont brûlé sur la commune de Vendémian.

Culture
- Aube : L'Institut national de recherches archéologiques préventives (INRAP) annonce la découverte à Pont-sur-Seine d'un site néolithique (-4700 à 3400) de 4 hectares exceptionnel par la densité de l'occupation et par l'architecture inédite des bâtiments[10].

Sport
- La secrétaire d’État aux sports Rama Yade et Frédéric Thiriez, président de la Ligue de football professionnel, présentent trois mesures « urgentes » pour lutter contre la violence dans les stades de football. Elle souhaite créer une cellule nationale de prévention, recenser les « bonnes pratiques » des clubs et bâtir une coordination des supporteurs[11].

### Samedi3 octobre 2009
Politique
- Votation citoyenne pour la poste, dans près de 10 000 lieux de vote. Selon les organisateurs, 2,12 millions de personnes ont participé à la votation, répondant à 98,5 % « non » à la question suivante : « le gouvernement veut changer le statut de La Poste pour la privatiser, êtes-vous d'accord ? ». Le 6 octobre, le porte-parole du gouvernement Luc Chatel a qualifié de « tartufferie » cette votation, estimant que « manifestement le vote n'a pas été très transparent » et affirmant « faire croire aux Français que nous voulons privatiser la Poste, c'est faux, c'est absolument faux (...) le gouvernement a un vrai projet dans lequel il souhaite recapitaliser la Poste pour qu'elle investisse et qu'elle puisse jouer les poids lourds dans le marché européen de la Poste de demain »[12].

Économie
- Le déficit du budget de l’État français s'est encore creusé en douze mois, atteignant 127,6 milliards d'euros au 31 août contre 67,6 milliards un an plus tôt, en raison de la crise économique et du plan de relance (26,4 milliards)[13].

Culture
- Pyrénées-Atlantiques : le 18e Festival du cinéma d'Amérique latine de Biarritz a couronné la comédie noire « Cinco Dias sin Nora » (Cinq jours sans Nora), premier long métrage de la Mexicaine Maria Chenillo du Grand prix El Abrazo (L'Accolade). Le prix du public est décernait à la comédie « El Cuerno de la Abundancia » (La Corne d'abondance) du Cubain Juan Carlos Tabio. Le prix spécial du jury est revenu à « Los Paranoicos » (Les Paranoïaques) de l'Argentin Gabriel Medina dont l'acteur principal, l'Uruguayen Daniel Hendler a obtenu le prix d'interprétation masculine[14].

### Dimanche4 octobre 2009
Politique
- Haute-Loire : élection cantonale du Puy-en-Velay, l'UMP Christiane Mosnier est élue avec 61,66 % des voix. Elle remplace le conseiller général Jacques Volle, démissionnaire pour raison de santé.
- Essonne : élection municipale de Corbeil-Essonnes, l'UMP Jean-Pierre Bechter, bras droit de l'ancien maire Serge Dassault remporte la mairie avec 27 voix d'avance face au communiste Michel Nouaille.

Sport
- Water-polo : à Montpellier, le Cercle des nageurs de Marseille gagne la coupe de France en finale contre le Dauphins FC Sète.

### Lundi5 octobre 2009
Politique
- La Haute autorité de lutte contre les discriminations (Halde) rend un avis favorable à l'adoption d'un enfant par une enseignante homosexuelle.

Économie
- Le président Nicolas Sarkozy a annoncé une aide aux petites et moyennes entreprises équivalant à deux milliards d'euros, dont une moitié provenant du fonds stratégique d'investissements et l'autre sous forme de prêts participatifs de la Caisse des Dépôt et Consignations[15].

Affaires diverses
- Var : La police annonce le démantèlement d'un réseau d'arnaques au téléphone mobile de type « ping call » en fonctionnement depuis début 2008[16].

Sport
- Cyclisme : L'Union cycliste internationale (UCI) rejette les accusations de l'Agence française de lutte contre le dopage (AFLD) recensant les dysfonctionnements des contrôles antidopage durant la dernière Grande Boucle, notamment ceux qui ont concerné l'équipe Astana dont deux coureurs, l'Espagnol Alberto Contador (1er) et l'Américain Lance Armstrong (3e), ont terminé sur le podium[17].

### Mardi6 octobre 2009
Politique
- Le Haut commissaire à la Jeunesse Martin Hirsch annonce que l'extension du revenu de solidarité active (RSA) aux jeunes de moins de 25 ans qui travaillent devrait démarrer début 2010, précisant « on souhaite que l'ensemble du territoire soit couvert par des plates-formes de prévention et de lutte contre le décrochage à la rentrée 2011 »[18].

Économie
- Hauts-de-Seine : Microsoft a inauguré son nouveau siège en France à Issy-les-Moulineaux[19].

### Mercredi7 octobre 2009
Politique
- Le ministre de l'Immigration Éric Besson annonce de prochains vols en direction de Kaboul pour reconduire les Afghans interpellés dans le Calaisis, « sous réserve qu'un certain nombre de conditions soient remplies: que nous puissions être certains que les personnes seront en sécurité en arrivant à Kaboul et deuxièmement, qu'il y ait possibilité d'une aide à la réinstallation »[20].
- L'activiste Kémi Séba et six de ses sympathisants ont été interpellés en région parisienne et placés en garde à vue dans le cadre d'une enquête pour reconstitution de la ligue Tribu Ka dissoute le 26 juillet 2006[21].
- L'Assemblée des départements de France (ADF) annonce vouloir poursuivre l’État pour le contraindre à publier un décret d'application sur la création du Fonds national de financement de protection de l'enfance prévu par la loi votée le 7 mars 2007 portant « réforme de la protection de l’enfance qui a transféré aux départements l’entière compétence de la protection sociale et de l’aide sociale à l’enfance »[22].
- Le principe de primaires ouvertes aux sympathisants de gauche pour choisir le candidat à la présidentielle de 2012 a été approuvé par 68 % des  militants socialistes le 1er octobre. Au total, « 92 342 adhérents » se sont prononcés.
- Députés et sénateurs ont rétabli à l'unanimité en Commission mixte paritaire le principe de l'encellulement individuel qui avait été supprimé par l'Assemblée à la demande de la garde des Sceaux Michèle Alliot-Marie.

Affaires diverses
- SOS Homophobie et le Centre LGBT Paris dénoncent une « homophobie religieuse », après le refus du club amateur Créteil Bebel de jouer contre le Paris Foot Gay au motif que le nom de l'équipe était incompatible avec les convictions des joueurs musulmans[23].
- Pyrénées-Atlantiques : La directrice d'une maison de retraite de Bayonne est mise en examen après la découverte de graves cas de maltraitances de pensionnaires âgés de 80 à 95 ans dans cet établissement qui a été fermé le même jour sur ordre préfectoral[24].
- Affaire Hodeau : Témoignage de Morgane, la première victime[25].

Santé
- Marne : Un homme de 41 ans atteint d'un cancer de la thyroïde qu'il impute au nuage radioactif de Tchernobyl réclame devant le tribunal administratif de Chalons-en-Champagne, la somme de 1,5 million d'euros de dommages et intérêts à l’État français pour avoir occulté les risques. Il estime qu'il aurait pu éviter le développement de la maladie s'il avait été mieux informé sur les risques encourus en continuant à consommer des champignons frais[26].

Sport
- La France est sacrée championne du monde à l'épée messieurs par équipes après avoir battu la Hongrie (45-41), lors des Championnats du monde à Antalya.

### Jeudi8 octobre 2009
Économie
- La France a commandé trois frégates multi-missions (FREMM) supplémentaires au groupe de constructions navales militaires DCNS, portant le total à onze. Deux seront spécialisées dans la défense anti-aérienne[27].
- Moselle : Le patron de Daimler Dieter Zetsche a annoncé la fabrication en grande série de la 3e génération de la Smart électrique dès 2012 à Hambach[28].
- Le groupe PSA Peugeot Citroën annonce vouloir tripler la part des « matériaux verts » dans les pièces en plastique des voitures pour atteindre une proportion de 30 % en 2015 contre 6 % en 2009. Les « matériaux verts » regroupent les fibres végétales naturelles (chanvre, lin), les matériaux recyclés et les « bio-matériaux » (bio-polymères) issus de ressources renouvelables[29].

Affaires diverses
- Isère : Deux islamistes en relation par internet avec des membres de la branche Al Qaïda au Maghreb islamique (Aqmi) ont été arrêtés à Vienne par des policiers de la Direction centrale du renseignement intérieur (DCRI). Leur domicile a été perquisitionné[30].

### Vendredi9 octobre 2009
Culture
- Le ministre de la Culture Frédéric Mitterrand annonce la restitution prochaine de cinq fragments de fresques revendiquées par l’Égypte, conformément à l'avis unanime de la Commission scientifique nationale des musées de France[31].

### Samedi10 octobre 2009
Affaires diverses
- Calvados : Le Groupement d'intervention régional (GIR), annonce le démantèlement d'un réseau de trafic de cocaïne dans les milieux aisés de Caen. 15 personnes dont des notables ont été interpellées et 5 ont été mises en examen pour « trafic et usage de stupéfiants »[32].

- Seine-Saint-Denis : Drame du voisinage au Raincy, un homme a tué par balles quatre personnes dont une femme enceinte, avant de se suicider[33].

- Vienne : 18 militants « de la mouvance ultra-gauche » ont été interpellés à Poitiers après des violences et des destructions dans le centre-ville commises par quelque 300 militants  masqués et cagoulés d'un collectif anti-carcéral alors que se déroulait un festival de spectacles de rue. Ces violences seraient liées au transfert des prisonniers depuis l'ancienne vers la nouvelle prison[34].

Littérature
- Parution du livre Hitch Girl experte en séduction, La Baronne, HG Editions

### Dimanche11 octobre 2009
Politique
- La France achèterait, au constructeur américain General Atomics, quatre drones de type « Predator B ». Deux des trois drones Harfang achetés à EADS par l'armée de l'air française pour l'Afghanistan sont inopérants. Les quatre drones et deux stations de réception et de traitement des images coûteraient entre 54 et 67 millions d'euros[35].

Économie
- La ministre de l’Économie Christine Lagarde, qui a engagé une réforme du crédit à la consommation, se dit hostile à la suppression du crédit renouvelable souvent mis en cause pour son rôle dans le surendettement des ménages, préférant « rendre le crédit responsable plutôt que de le supprimer »[36].

Affaires diverses
- Hérault : Deux membres armés de l'ETA ont été interpellés ce matin dans l'Hérault[37].
- Affaire Ben Barka : Une nouvelle piste selon l'écrivain Georges Fleury[38].
- Bouches-du-Rhône : Graves incidents à Marseille après la victoire de l'Algérie contre le Rwanda (3-1) en match de qualifications au Mondial de foot 2010. 7 personnes ont été arrêtées[39].

### Lundi12 octobre 2009
Politique
- Plus d'un millier de salariés sans-papiers, soutenus par des syndicats et des associations diverses, ont entamé une grève et l'occupation de six sites à Paris, dont le siège du patronat des travaux publics (FNTP) pour exiger l'application identique pour tous des critères de régularisation par le travail[40].
- Déchets nucléaires : Selon le journal Libération, la France envoie chaque année des tonnes de déchets nucléaires en Russie, ainsi près de 13 % des matières radioactives – de l'uranium très appauvri – actuellement produites en France seraient stockés dans le complexe atomique de Tomsk-7, en Sibérie, « sur de grands parkings à ciel ouverts ». Selon EDF, il s'agit d'uranium recyclable, issu du traitement des combustibles des centrales nucléaires d'EDF qui est transporté en Russie pour être enrichi[41].

Économie
- Selon l'agence Précepta, les ventes d'aliments bio devraient atteindre 3,7 milliards d'euros en 2012 contre 1,8 milliard en 2006, ce qui représentera 2,5 % de la consommation alimentaire des ménages. La France ne produit pas suffisamment de produits bio et doit donc en importer, malgré l'augmentation du nombre d'exploitations bio[42].

Affaires diverses
- Corse : Un avion de tourisme de type Cessna avec 6 personnes à bord est porté disparu au large de Propriano après avoir annoncé une panne moteur et son intention d'amerrir[43].

### Mardi13 octobre 2009
Politique
- Déchets nucléaires : à la suite des révélations du journal Libération du 12 octobre, la secrétaire d’État à l’Écologie Chantal Jouanno souhaite une enquête au sein d'EDF sur les déchets nucléaires français exportés en Sibérie[44].
- Loi pénitentiaire : Le Parlement a définitivement adopté le projet de loi pénitentiaire en consacrant le principe de l'encellulement individuel que le gouvernement a finalement renoncé à supprimer. L'encellulement individuel est désormais la règle mais les parlementaires ont reconduit un nouveau moratoire de cinq ans permettant d'y déroger. Les récidivistes sont exclus du dispositif. le port du bracelet électronique et les aménagements de peines ont été étendus aux condamnés à des peines allant jusqu'à deux ans de prison, à l'exclusion des récidivistes[45].
- EDAP : L'UMP Frédéric Lefebvre répondant aux critiques de la gauche sur la candidature de Jean Sarkozy à la tête de l'établissement public de La Défense, indique que Martine Aubry, fille de Jacques Delors n'avait pas de mandats électifs avant d'entrer au gouvernement en 1991 et « a connu très jeune une brillante carrière sous le régime de la nomination », or dans le cas de Jean Sarkozy il s'agit d'une élection et non d'une nomination[46].

Affaires diverses
- Procès Rachid Ramda : devant la cour d'assises spéciale de Paris, L'islamiste algérien est condamné à la perpétuité assortie d'une peine de sûreté de 22 ans pour sa complicité dans trois attentats commis dans la capitale en 1995, dont celui du RER Saint-Michel (8 morts, 150 blessés) et d'avoir financé les attentats pour le compte du Groupe islamique armé (GIA) algérien[47].
- Vienne : dans l'affaire des violences et destructions du 10 octobre au centre de Poitiers, trois des malfaiteurs sont condamnés à des peines de prison ferme et cinq autres à du sursis[48].
- Yvelines : neuf adolescents soupçonnés d’agression, de viol et de vol sur une lycéenne de 18 ans ont été interpellés aux Mureaux. Les faits se sont déroulés en avril dernier dans un train, entre les gares de Poissy et les Mureaux. Ils sont tous connus des services de police pour des faits d’agression dans des trains, de violences, de séquestration et d’outrage[49].

### Mercredi14 octobre 2009
Politique
- Le Conseil constitutionnel refuse deux articles de la loi sur le financement des PME, dont l'un prévoyait une disposition en faveur de la finance islamique[50].
- Selon le président du Sénat Gérard Larcher, une quinzaine de départements sont menacés à terme d'un quasi dépôt de bilan lié au coût de la dépendance des personnes âgées, et auront besoin d'une nouvelle péréquation après la suppression de la taxe professionnelle[51].
- Le ministre de la Défense Hervé Morin présente devant le Sénat son projet de loi d'indemnisation des victimes des essais nucléaires français. Il oppose une fin de recevoir aux dernières demandes des associations de vétérans (représentants des associations au sein du comité d'indemnisation, droit à l'indemnisation d'un préjudice propre des ayants droit, création d'un fonds d'indemnisation)[52].

Économie
- Le Crédit agricole annonce au 27 octobre le « remboursement intégral des trois milliards de titres super subordonnés souscrits par la Société de prise de participation de l’État dans le cadre du plan français de soutien à l’économie » comme l'ont déjà fait la Société générale, BNP Paribas, Crédit mutuel et la BPCE[53].
- L'UNEDIC annonce ses prévisions : le taux de chômage devrait s'élever à 9,7 % à la fin de l'année et à 10 % à la fin 2010. Fin juin le taux de chômage était de 9,1 %. Le déficit annuel du régime devrait être de 900 millions fin 2009 et de 3,6 milliards fin 2010[54].

Affaires diverses
- La police annonce le démantèlement d'un réseau de machines à sous clandestines, dites "bingos", dans le sud-est de la France. 15 personnes ont été interpellées  (Bouches-du-Rhône, le Gard et l'Hérault)[55].

Sport
- Annonce du parcours du Tour de France 2010[56]

### Jeudi15 octobre 2009
Politique
- Le patron des députés socialistes Jean-Marc Ayrault, demande un débat parlementaire pour évaluer l'engagement de la France en Afghanistan, à la suite de l'embuscade où 10 soldats français ont été tués en août 2008 et la révélation sur la responsabilité des soldats italiens[57].
- La Cour des comptes formule 27 recommandations destinées à France Télévisions et aux pouvoirs publics pour réussir la « nouvelle télévision publique promise par la loi du 5 mars 2009 »[58].

Santé publique
- Les experts de l'Agence de sécurité sanitaire de l'environnement et du travail (Afsset) estiment que, si rien n'est encore prouvé, des interrogations subsistent sur les effets des ondes électromagnétiques (portables, Wi-Fi, antennes, radars, micro-ondes, radios, télévision...)[59],[60].

Affaires diverses
- Bouches-du-Rhône : L'Autorité de sûreté nucléaire révèle un incident classé au niveau 2 de l'échelle INES survenu sur un site du CEA à Cadarache dans son atelier de technologie du plutonium, en cours de démantèlement, dont le stock réel (39 kg) serait bien plus important que le dépôt recensé (8 kg). Le Commissariat à l'Énergie Atomique avait connaissance de cette sous-estimation depuis juin alors qu'il ne l'a signalée aux autorités que le 6 octobre[61],[62].
- Charente-Maritime : Importante disparition de scellés au tribunal de grande instance de Saintes : une centaine d'armes, cent kilos de cannabis, près de deux kilos de cocaïne et d'héroïne[63].
- Lorraine : La gendarmerie annonce le démantèlement d'une équipe de voleurs (quatre majeurs et cinq mineurs) responsables de 106 vols à la roulotte depuis l'été[64].
- Nièvre : La justice annonce la mise en examen d'un pédomane multirécidiviste pour le viol de ses 4 nièces âgées de 8 à 14 ans. Il a déjà été condamné en 1987 pour le viol de deux enfants[65].
- Seine-Maritime : Une péniche chargée de 600 tonnes de charbon a coulé en Seine, à hauteur d'Aizier après avoir heurté un céréalier turc chargé de 7.500 tonnes de blé. Le contrôle du navire a été perdu à la suite d'une avarie de barre[66].

### Vendredi16 octobre 2009
Économie
- Île-de-France : Le président du Syndicat des transports d'Ile-de-France (Stif), Jean-Paul Huchon, annonce vouloir commander début 2010 à Bombardier Transport 200 rames supplémentaires du nouveau train régional Francilien pour « un peu plus de 2 milliards d'euros »[67].

Affaires diverses
- Allier et Val-d'Oise : Le parquet de Montluçon annonce de démantèlement d'un réseau de 19 personnes impliquées dans le « trafic de produits stupéfiants » sur les communes de Commentry et Montvicq et Argenteuil. Les 4 têtes du réseau ont été incarcérées.
- Dordogne : Quelque 3 000 visons d'élevage se sont en fuite d'une ferme d'élevage de Saint-Cybranet[68].
- Nièvre : Un violeur pédomane multirécidiviste arrêté à Nevers[69].
- Val-de-Marne : Le service d'infrastructure de la SNCF révèle que les deux incidents graves d'origine électrique, ayant affecté le trafic du RER D dans sa partie sud, des TER-Bourgogne et des TGV, sont dus au vol de « 200 mètres de câbles de cuivre » « destinés à dériver des phénomènes de surtension électrique » à hauteur de la gare du Vert de Maisons[70].

### Samedi17 octobre 2009
Politique
- Le ministre de l'Intérieur Brice Hortefeux annonce devant le 116e congrès national des sapeurs-pompiers l'interdiction, toute l'année et sur tout le territoire, des mortiers de feux d'artifice, parfois détournés pour être utilisés contre les services de secours ou les forces de sécurité dans les quartiers difficiles.
- Affaire Karachi/DCN : Nouvelles révélations sur le contentieux franco-pakistanais qui pourrait être lié « à un arrêt des versements de commissions » qui devaient porter sur 10,25 % du contrat[71].
- Le mouvement d'extrême-droite Bloc identitaire, réuni en convention à Orange (Vaucluse) décide de se constituer en parti politique et de participer aux prochaines élections régionales et cantonales. Il devait aussi s'allier à la liste « Ligue du Sud », conduite par le maire d'Orange, Jacques Bompard aux régionales de Provence-Alpes-Côte d'Azur (Paca)[72].
- François Hollande estime dans le Journal du Dimanche que le président Nicolas Sarkozy « perd plus que la main, il perd pied » et dénonce « l'improvisation permanente (...) une suite d'annonces sans cohérence » et les « effets de sa politique économique » notamment le paquet fiscal; « il annonce qu'il n'augmentera pas les impôts, mais pas moins de 20 taxes se sont abattues sur les Français depuis 2007 »[73].

Affaires diverses
- Pyrénées-Orientales : Au moins 200 hectares de broussailles ont été ravagés par un incendie près du village de montagne de Valcebollère qui a aussi touché la forêt de pins de Puigmal[74].

### Dimanche18 octobre 2009
Politique
- Publication au Journal Officiel des décrets encadrant l'accès aux deux nouvelles bases de données d'enquête relatifs à la prévention des atteintes à la sécurité publique et aux enquêtes administratives[75],[76],[77].
- Élection législative partielle : L'ancien judoka David Douillet a été élu député UMP de la 12e circonscription des Yvelines avec environ 52 % des suffrages exprimés face à son concurrent socialiste, Frédérik Bernard, à la suite de la déchéance de l'UMP Jacques Masdeu-Arus.

Affaires diverses
- Vosges : Le cabinet de travail du maréchal Philippe Pétain à l'hôtel du Parc de Vichy, composé d’un bureau de style empire, d’un fauteuil et de deux bibliothèques, a été vendu à Saint-Dié aux enchères pour 23 000 euros, au président de l'« Association de défense du maréchal Pétain »[78].
- Haut-Rhin : Le cardiologue Dieter Krombach, condamné par la cour d'assises de Paris en 1995 à 15 ans de prison pour sa responsabilité dans le viol et la mort d'une adolescente française, à l'âge de 14 ans, en 1982, et sous le coup d'un mandat d'arrêt européen, a été enlevé en Allemagne par André Bamberski, le père de la jeune victime, et retrouvé ligoté, bâillonné et blessé à proximité du tribunal de Mulhouse[79].

### Lundi19 octobre 2009
Politique
- L'ex-premier ministre socialiste Michel Rocard estime  « le PS est un grand malade », incapable de « pensée collective depuis très longtemps », « le PS est toujours mal à l'aise avec l'économie de marché. Certains rêvent encore d'économie administrée »[80].
- Le président de l'Assemblée nationale Bernard Accoyer demande une évaluation de la mise en œuvre du principe de précaution, inscrit dans la Constitution, dont « l’interprétation extensive de l’article 5 de la Charte de l’environnement » par certains favorise, selon lui, l’immobilisme et la passivité[81].

Affaires diverses
- Bouches-du-Rhône : La gendarmerie annonce le démantèlement d'un réseau de voleurs spécialistes du cambriolage à la disqueuse au préjudice de commerces de luxe. 8 personnes de la communauté des gens du voyage ont été interpellées à l'aube dans plusieurs communes autour de l'étang de Berre[82].
- Pyrénées-Atlantiques : Des adhérents de la Société protectrice des animaux dénoncent des transactions « suspectes » dont auraient été l'objet des legs immobiliers reçus par cette association. Henri Barbe, président de l'« Association nationale contre le trafic des chiens et chats », annonce la création de l'association « Les vrais amis de la SPA » qui aura pour mission de « défendre les intérêts des 80 000 honnêtes donateurs de la SPA »[83].
- Var : La ministre de l'Enseignement supérieur Valérie Pécresse, suspend le président de l'université de Toulon Laroussi Oueslati et deux vice-présidents pour entrave à l'enquête sur des dysfonctionnements dans le cadre d'un trafic présumé de diplômes[84].
- Vendée : 19 personnes ont comparu devant le tribunal correctionnel des Sables d'Olonne pour s'être organisées pour continuer à pêcher et vendre du thon rouge, sous le terme de « chinchard à queue jaune » alors que leur quota était épuisé. En 2007 la France avait, selon la commission européenne, largement dépassé son quota de thon rouge (5 593 tonnes autorisées mais près de 10 000 tonnes pêchées)[85].

### Mardi20 octobre 2009
Politique
- Le président Nicolas Sarkozy annonce la création de conseillers territoriaux, communs à la région et au département, et qui remplaceront les actuels conseillers régionaux et généraux. « La création du conseiller territorial va réduire de moitié le nombre d'élus dans les départements et les régions, qui passera de 6 000 à 3 000 ». Ces conseillers territoriaux seront élus dans un canton, au scrutin majoritaire uninominal à un tour, et 20 % des sièges seront répartis à la proportionnelle[86].
- Circonscriptions législatives : Feu vert de l'Assemblée nationale au redécoupage par 302 voix[87].
- Selon l'Administration pénitentiaire, 61 781 personnes étaient incarcérées en France au 1er octobre et 6 543 personnes bénéficiant d'un aménagement de peine soit 12,9 %[88].
- Selon la direction de la SNCF, la journée d'action nationale à l'appel des syndicats CGT, CFDT-Fgaac et Sud Rail a concerné 23,75 % de grévistes en milieu de matinée[89].
- Le Syndicat de la Magistrature et le Syndicat des Avocats de France dénoncent la création par décrets des deux nouveaux fichiers de police, dans lesquels ils voient une atteinte aux libertés publiques[90].
- L'architecte Jean Nouvel estime que le projet du Grand Paris est « menacé de s'enliser dans la confusion », plus de sept mois après la remise au gouvernement des propositions de dix équipes d'urbanistes et d'architectes. Il révèle que Christian Blanc, secrétaire d’État chargé du Développement de la région capitale, a établi son projet de Grand Paris - « un grand huit souterrain de métros automatiques », « avant même » d'en avoir pris connaissance[91].
- Attentat de Karachi : un collectif des employés de DCN blessés accuse l'entreprise d'avoir violé le droit du travail en ne lançant pas d'enquête interne sur cet accident du travail qui a fait 11 morts en 2002 et « n'a jamais réuni le CHSCT pour qu'il mène une enquête interne comme le veut la réglementation ». Un jugement du 15 janvier 2004 a déjà condamné DCN pour « faute grave » dans cet attentat considéré comme un « accident du travail »[92].

Affaires diverses
- Affaire Clearstream : Selon le bureau du procureur, la dénonciation calomnieuse dans l'affaire Clearstream est « l’œuvre » de l'ancien vice-président d'EADS, Jean-Louis Gergorin, et le mathématicien Imad Lahoud a été son « complice intéressé et malveillant »; « la dénonciation est son œuvre et il a obéi à un plan qui ne doit rien au hasard »[93],[94],[95].
- Île-de-France : La gendarmerie des transports aériens annonce le démantèlement d'une vaste escroquerie de billets d'avions d'Air France révélée en juillet et évaluée à 1,2 million d'euros. 14 personnes ont été interpellées dans plusieurs départements de la région parisienne[96].

Sport
- Le boxeur Jean-Marc Mormeck, ancien détenteur du titre WBA-WBC des lourds-légers, accuse son ancien entraîneur de lui avoir suggéré de prendre de mystérieuses gélules « homéopathiques » avant son championnat du monde face à Virgin Hill.

### Mercredi21 octobre 2009
Affaires diverses
- Côtes-d'Armor : Selon la presse régionale, le préfet Jean-Louis Fargeas, dans une note confidentielle, se dit impuissant face au dangereux phénomène des algues vertes et estime que « la diminution visible et notable de ce phénomène ne pourra passer que par un changement profond des pratiques agricoles sur les secteurs concernés, ce que la profession agricole n'est pas prête à accepter pour le moment »[97].
- Indre-et-Loire : Les douaniers annoncent la saisie de plus de 315 kg de cocaïne, pour une valeur de 15 millions d'euros, à bord de deux voitures au péage de Sorigny, près de Tours, sur l'autoroute A10. Quatre Équatoriens ont été interpellés[98].
- Paris : Non-lieu général dans l'affaire des « Otages du Liban » datant de 1988 et dans laquelle était impliqué l'ancien ministre de l'Intérieur Charles Pasqua et l'ancien préfet de région Jean-Charles Marchiani[99].

- Bretagne : Des militants volent des PV sur les pare-brise des voitures et dégradent des horodateurs à Nantes, Rennes et Brest[100].
- Provence-Alpes-Côte d'Azur : Une vaste opération de Justice, de police et de gendarmerie, a procédé au démantèlement un important réseau de malfaiteurs, dit le « Gang des autoroutes ». Environ 35 personnes d'origine bosniaque ont été interpellées. Ce réseau de truands du grand banditisme versait dans l'attaque de voiture et camions sur les autoroutes, dans la drogue, les armes, la prostitution, les jeux clandestins et le blanchiment d'argent, aux environs d'Avignon, Marseille et Toulon[101].

### Jeudi22 octobre 2009
Politique
- Le Conseil constitutionnel a validé l'essentiel de la loi contre le téléchargement illégal, dite Hadopi 2, qui prévoit une procédure pénale spécifique contre les délits de contrefaçon d'œuvres via internet. Seul point contesté par les sages: l'extension de l'ordonnance pénale à la demande de dommages et intérêts[102].

Culture
- Mort à Caen de l'historien Pierre Chaunu (86 ans), l'une des grandes figures de l'école historique française et membre de l'Académie des sciences morales et politiques[103].

Santé publique
- Selon l'Assurance maladie, en 2007, 2,5 millions de personnes étaient traitées en France pour un diabète, le plus fréquemment un diabète de type 2, soit 40 % de plus qu’en 2001. Selon l'étude, la croissance de la maladie est liée à la progression du surpoids et de l'obésité, au vieillissement et à l'augmentation de la population française, ainsi qu'à l'amélioration de l'espérance de vie des diabétiques traités et à l'intensification du dépistage. En 2007, les dépenses de soin ont atteint 12,5 milliards d'euros, soit plus de 9 % des dépenses de soin de l'Assurance maladie et une hausse de 80 % par rapport à 2001[104].

Affaires diverses
- Gironde : La police démantèle un réseau nigérian de proxénétisme en bande organisée basé à Paris, Bordeaux et Limoges. 35 personnes ont été interpellés pour prostitution de jeunes femmes nigérianes[105].
- Manche : Huit tombes de soldats marocains de la 2e DB du général Leclerc, morts lors des combats d'Avranches (Seconde Guerre mondiale), et enterrés dans la cimetière communal de Montjoie-Saint-Martin, ont été dégradées par l'inscription de symboles nazis[106].
- Nord : Une femme de 32 ans proche des milieux d'extrême-droite néo-nazis a été interpellée à Tourcoing dans le cadre de l'enquête sur 6 courriers de menaces de mort assortis de balles[107].
- Vosges, affaire Grégory : L'avocat de Marie-Ange Laroche demande que l'enquête soit « entièrement reprise », en réclamant une expertise de la cassette audio du « corbeau » qui figure au dossier[108].

### Vendredi23 octobre 2009
Politique
- Selon le ministère de l'Intérieur, il y a eu en France au premier semestre 631 actes antisémites (violences, attentats, incendies, etc.), dont 360 pour le seul mois de janvier, contre 474 pour l'ensemble de l'année 2008. Les incidents répertoriés en janvier étaient « pour la plupart directement liés à l’opération 'plomb durci' et faisaient référence au conflit » opposant Israël au Hamas dans la bande de Gaza[109].

Économie
- Selon l'ACOSS, plus de 2,8 millions de particuliers (+2,5 %) ont employé un salarié en 2008 dans le cadre de l'emploi à domicile (garde d'enfants, ménage, jardinage, aide aux personnes âgées[110]).

Santé publique
- Le gouvernement a annoncé un plan pluriannuel de 35,5 millions d'euros sur cinq ans pour le dépistage du « handicap rare » et l'accompagnement des personnes touchées et de leurs familles,  avec notamment la création de 5 équipes relais interrégionales et de 300 nouvelles places dans des établissements  spécialisés[111].

Affaires diverses
- Gers : Quatre personnes (3 femmes et un bébé) ont trouvé la mort lors d'une collision frontale sur une route du Gers près de Beaumarchés[112].
- Seine-Maritime : Greenpeace lance une polémique au sujet de chargements d'uranium appauvri d'origine française exportés du Havre vers la Russie par Areva[113],[114].

### Samedi24 octobre 2009
Politique
- Publication au Journal officiel de l'arrêté de création du répertoire national des associations « recensant des informations non nominatives » sur chacune du million d'associations. Ce répertoire vise à « simplifier et dématérialiser » les obligations des associations type loi 1901, notamment en matière de déclaration et à permettre la « production de données statistiques générales et impersonnelles contribuant à la connaissance du monde associatif français »[115].
- Aude : Plus de 10 000 personnes ont manifesté à Carcassonne dans une ambiance festive pour la défense, la reconnaissance d'un statut légal des langues régionales, la création d'une télévision et d'une radio de service public en langue occitane et l'instauration d'une « politique linguistique ambitieuse » permettant notamment de développer l'enseignement de l'occitan[116].
- Le député-maire de Cholet Gilles Bourdouleix (49 ans) est élu président du Centre national des indépendants et paysans (4 000 adhérents) par les membres du comité directeur, remplaçant Annick du Roscoät, présidente du CNI depuis 2000.

Culture
- Le prix Marcel Duchamp 2009 a été attribué à l'artiste Saâdane Afif (40 ans), lors de la 36e Foire internationale d'art contemporain[117].

Affaires diverses
- Seine-Saint-Denis : Un SDF, soupçonnés de nombreuses dégradations sur les lignes ferroviaires, a été arrêté. Ces dégradations importantes faites dans une « zone très dense où se trouvent de nombreuses installations », ont été la cause de nombreuses heures de retard des trains[118].
- Seine-Saint-Denis : La gendarmerie des transports aériens annonce le démantèlement de deux réseaux d'employés d'Air France qui ont participé à des escroqueries sur au moins 450 billets d'avions, accordés par la compagnie à son personnel. Au total 14 personnes ont été interpellés[119].

### Dimanche25 octobre 2009
Politique
- Le Conseil national du PCF a voté à 80,3 % l'autonomie vis-à-vis du PS au premier tour des élections régionales en élargissant le Front de gauche créé avec Jean-Luc Mélenchon, mais des alliances à la carte avec les socialistes pourraient être décidées dans les régions[120].
- L'ancien ministre Claude Allègre lance une virulente attaque politique contre l'animateur écologique Nicolas Hulot[121].

Sport
- Sébastien Loeb gagne son 6e Championnat du monde des Rallyes[122].

Affaires diverses
- Rhône : La police judiciaire de Lyon annonce le démantèlement d'un réseau ce faux monnayeurs. 12 personnes, dont des membres du grand banditisme lyonnais et marseillais, ont été  écrouées et mises en examen après la découverte d'une imprimerie qui a fabriqué des centaines de millions de faux dinars algériens[123]. 3 autres personnes ont été arrêtées à Marseille[124].
- Alpes-Maritimes : Un gros trafiquant de drogue arrêté à Nice[125].

### Lundi26 octobre 2009
Politique
- Le Conseil d’État annule la circulaire du 7 janvier 2008, précisant les conditions de régularisation par le travail prise en application de l'article 40 de la loi Hortefeux de novembre 2007[126].

- Le porte-parole adjoint de l'UMP Dominique Paillé accuse le PCF d'être « frappé d'amnésie sélective » dans ses attaques contre le ministre Éric Besson[127].
- Seine-Saint-Denis : Le président du conseil général Claude Bartolone a mis en demeure cinq banques (Dexia, Banques populaires-Caisse d'épargne, Crédit agricole, Société générale et Depfa Bank), auprès desquelles ce département a contracté des « emprunts toxiques », représentant 97 % de la dette du département, de revoir ces contrats, faute de quoi il portera l'affaire en justice[128].

Affaires diverses
- Paris : Procès contre 23 membres des Tigres tamouls soupçonnés d'avoir organisé jusqu'à avril 2007, un racket violent de la diaspora sri-lankaise en France pour financer des opérations terroristes au Sri Lanka[129].
- Paris : L'« Association spirituelle de l’Église de scientologie » - Celebrity Centre (ASES-CC), a été condamnée à une amende de 400 000 euros pour « escroquerie en bande organisée »[130].
- Nord : Ouverture à Lille du procès en Assises de Francis Évrard, un pédomane qui aurait violé une centaine de jeunes garçons de 5 à 9 ans[131],[132].

### Mardi27 octobre 2009
Politique
- Le président Nicolas Sarkozy a annoncé à Poligny (Jura) l'exonération de « la totalité des charges patronales dues à la Mutualité sociale agricole pour les travailleurs saisonniers » pour réduire l'écart du coût de la main d’œuvre avec les autres pays d'Europe. Ce plan comporte 650 millions d'euros de « soutien exceptionnel de l’État » et un milliard d'euros de prêts bonifiés,
- Selon le secrétaire d'État aux PME Hervé Novelli, l'État va recevoir 713 millions d'euros au titre des intérêts des capitaux qu'il a apportés aux banques françaises; parmi elles : BNP Paribas (226 millions d'euros), Crédit agricole (220 millions), Société générale (185), et Crédit mutuel (82 millions). La garantie apportée par l’État aux banques pour qu'elle puisse se financer sur les marchés lui a par ailleurs rapporté 1,4 milliard d'euros[133].
- Le rapporteur UMP du budget de la Sécurité sociale Yves Bur présente un plan de « recettes supplémentaires » à la suite du déficit annoncé de 30 milliards du budget 2010. Il demande un accroissement des prélèvements, une limitation des honoraires libres, une taxe sur les boissons sucrées, une autre sur les restaurateurs et la fin de nombreuses anomalies de niche (retraites chapeau, les stocks-options, les droits à l'image des sportifs…).

- Selon France Inter, plusieurs témoignages récents mettent relancent la thèse de l'assassinat politique contre l'ancien ministre du Travail Robert Boulin à la veille du trentième anniversaire de sa mort à Saint-Léger-en-Yvelines[134].
- L'humoriste Dieudonné est condamné pour la deuxième fois pour des propos antisémites[135].
- La cour d'appel de Paris renvoie l'animateur Karl Zéro en correctionnelle dans le dossier concernant la lecture, en 2003 dans l'émission Le Vrai Journal de Canal+, d'un courrier du tueur en série Patrice Alègre[136].
- Affaire de l'Angolagate : Le sénateur Charles Pasqua demande au président de la République de lever le « secret-défense sur toutes les ventes d'armes, sur toutes ces opérations qui ont été réalisées à l'étranger afin que l'on sache s'il y a eu des retours de commissions en France et qui en a bénéficié »[137].

Affaires diverses
- Meurthe-et-Moselle : Un pédomane est arrêté à Pont-à-Mousson. Il détenait sur du matériel informatique environ 9 000 photos à caractère pédopornographique et cultivait plusieurs plants de cannabis[138].
- Paris : Dans l'affaire de l'Angolagate datant des années 1990, le sénateur Charles Pasqua (82 ans), ancien ministre de l'intérieur et ancien président du conseil général des Hauts-de-Seine, écope de trois ans de prison dont deux avec sursis et 100 000 euros d'amende pour « trafic d'influence ».  Pierre Falcone et Arcadi Gaydamak ont chacun été condamnés à six ans de prison ferme pour « activité de commerce de matériel de guerre pour un montant de 793 millions de dollars ». Ont aussi été condamné, le romancier Paul-Loup Sulitzer, l'ancien préfet Jean-Charles Marchiani et Jean-Christophe Mitterrand[139].
- Seine-Saint-Denis : Expulsion d'un campement de Roms à Villetaneuse où vivaient près de 400 personnes[140].

### Mercredi28 octobre 2009
Politique
- La ministre de la Justice Michèle Alliot-Marie annonce quatre mesures pour protéger les conjoints battus, dont la fourniture de « portables d'urgence » permettant d'alerter directement la police car le bracelet électronique « ne peut équiper que les condamnés »[141].
- Les ministres Éric Besson et Luc Chatel se disent surpris par la polémique née de l'annonce de l'organisation d'un vaste débat sur l'identité nationale, en particulier des réactions du Front national[142].
- Le recteur de la Grande Mosquée de Paris Dalil Boubakeur déclare devant la commission parlementaire, qu'il était « trop tard » pour lutter contre le voile intégral « parce qu'on a laissé beaucoup filer le problème du fondamentalisme » lié à l'influence des imams salafistes et dénonçant une « aboulie générale », en France et ailleurs, face au fondamentalisme[143].
- Le député européen Daniel Cohn-Bendit donne ses conseils pour contenir l'influence des Verts[144].

Économie
- Le fournisseur d'accès Internet Iliad (groupe Free) a déposé son dossier de candidature à la quatrième licence de téléphonie mobile auprès de l'Autorité de régulation des télécoms (Arcep) qui permettra à son titulaire de devenir un opérateur comme SFR, Bouygues ou Orange. Plusieurs autres entreprises ont abandonné la course : Numéricable, Virgin Mobile, Kertel et Orascom[145].
- Le secrétaire d’État au Commerce et à la Consommation Hervé Novelli annonce l'assignation en justice de 9 grandes enseignes de la distribution, dont Auchan, Carrefour, Leclerc, Casino, Cora et Système U, pour des pratiques abusives avec leurs fournisseurs dont six alimentaires. L'État demande pour chacun « l'amende maximale de 2 millions d'euros ».

Culture
- Mort à Paris de l'humoriste et comédien Pierre Doris (89 ans)[146].

Affaires diverses
- Haut-Rhin : Trois adolescents de 15 et 16 ans ont été mis en examen pour « violences volontaires aggravées » et « tentative de meurtre » aggravé à la suite de la violente agression d'un handicapé physique et mental de 52 ans intervenue dans la nuit du 19 au 20 octobre à Colmar[147].
- Seine-Maritime : Le SRPJ de Rouen annonce le démantèlement d'un réseau de 17 escrocs s'attaquant aux agences bancaires de province avec la complicité de jolies jeunes filles qui ouvraient des comptes bancaires sous de fausses identités[148].

### Jeudi29 octobre 2009
Économie
- Dix mille microcrédits personnels vont être mis à la disposition de demandeurs d'emploi n'ayant pas accès au crédit bancaire[149].
- La cour d'appel de Versailles confirme un jugement du tribunal de Nanterre condamnant Le Groupement d'achats des centres Leclerc (Galec) à restituer 23,3 millions d'euros à 28 fournisseurs et à une amende civile de 500 000 euros, pour avoir perçu de manière rétroactive des remises pour des prestations commerciales non fournies, en violation du code du commerce[150].

Culture
- Le Grand Prix du roman de l'Académie française a été décerné à Pierre Michon pour son roman Les Onze.

Affaires diverses
- Les familles de deux des neuf soldats français tués en Afghanistan dans l'embuscade, tendue par les talibans le 18 août 2008, dans la vallée d'Uzbin, portent plainte auprès du tribunal des armées pour « mise en danger délibérée de la vie d'autrui »[151].

### Vendredi30 octobre 2009
Politique
- Le nouveau code unique de déontologie des journalistes, élaboré par un groupe d'une dizaine de personnalités - journalistes et patrons de presse - présidé par le journaliste Bruno Frappat, pour être intégré à la convention collective, est présenté aux syndicats. Ce nouveau code définit le métier de journaliste, la manière dont il traître l'information et respecte le droit des personnes, ainsi que son indépendance[152].

Affaires diverses
- Nord : Le pédomane Francis Evrard (63 ans) est condamné à trente ans de réclusion criminelle avec une période de sûreté de vingt ans, par la cour d'assises de Douai[153].

### Samedi31 octobre 2009
Affaires diverses
- Quinze clandestins originaires du sous-continent indien sont découverts dans une fourgonnette  immatriculée en Espagne par la brigade des douanes de Grenoble sur une aire de repos de l'autoroute A48. Le chauffeur de nationalité espagnole, porteur d'une somme d'argent relativement importante en espèces, est interpellé. Le parquet de Grenoble a ouvert une information judiciaire pour « aide à l'entrée et au séjour irrégulier avec les circonstances aggravantes que les faits ont été commis en bande organisée et dans des conditions de transports incompatibles avec la dignité humaine »[154].